# Claro (República Dominicana)
Claro Dominicana (Compañía Dominicana de Teléfonos S.A.)
es una filial de la compañía mexicana Claro, propiedad de América Móvil. Actualmente ofrece servicios de internet y televisión así como telefonía fija y móvil.

## Antecedentes

### Historia

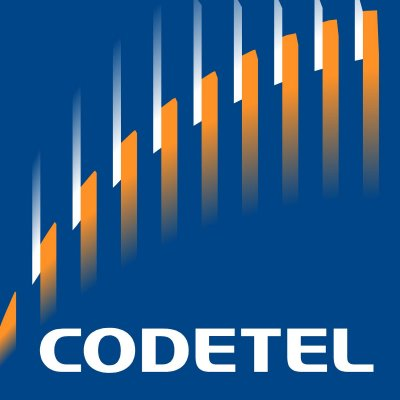
Logo utilizado por la compañía antes de 2004.

La Compañía Dominicana de Teléfonos (CODETEL) fue constituida como subsidiaria de la Anglo Canadian Telephone Company, iniciando sus operaciones  en San Pedro de Macorís, con la instalación de la primera central telefónica automática fuera de Santo Domingo. El Listín Diario en su edición del 13 de noviembre de 1930 reseñaba que sólo habían sido conectados 128 aparatos (alrededor de 500), ya para esa época el país había sufrido los embates del  Huracán San Zenón  que azotó la ciudad de Santo Domingo. En 1931, CODETEL adquirió la franquicia para operar el servicio telefónico de Santo Domingo, mediante una compra a la Compañía Eléctrica de Santo Domingo, subsidiaria de la American Telephone & Telegraph (AT&T), que para la época tenía también bajo su responsabilidad el suministro de energía eléctrica en la capital dominicana.
CODETEL (Compañía Dominicana de Teléfonos) comenzó a ofrecer servicio de telefonía en la República Dominicana en 1930 como una filial de la firma estadounidense General Telephone and Electronics, y mantuvo un monopolio de facto hasta mediados de 1990. Después de que el gobierno dominicano promulgara la Ley 153 de 1998 previendo la liberalización efectiva y mejorando la regulación pro-competencia, los nuevos entrantes habían erosionado la posición predominante de CODETEL dejándola solamente con el 50% del tráfico internacional a los Estados Unidos (contabilizando el 70% del total el tráfico internacional). En 2000, se forma Verizon tras la fusión de Bell Atlantic y GTE, con CODETEL continuando sus operaciones como una subsidiaria de la nueva compañía. En noviembre de 2003, CODETEL seleccionó a Nortel Networks para proporcionar una red de Voz sobre Protocolo de Internet destinada a converger el tráfico de voz y datos, que ayudaría a impulsar la reducción de los costes operativos y proporcionar servicios avanzados en todo el país. En diciembre de ese mismo año, CODETEL anunció el lanzamiento comercial de su red Flash Móvil 3G, una voz CDMA2000 1X y de alta velocidad en la red de datos con equipos, software y servicios de Lucent Technologies.
La Compañía Dominicana de Teléfonos comenzó a ofrecer servicio de telefonía en la República Dominicana el 11 de noviembre de 1930, como una filial de la firma estadounidense General Telephone and Electronics, trazando las pautas en términos de innovación con la puesta en marcha de las tecnologías de vanguardia en materia de telecomunicaciones, convirtiendo a la República Dominicana en uno de los países mejores comunicados del mundo. Las primeras centrales automáticas fueron instaladas en San Pedro de Macorís y Santiago en 1931, la inauguración del servicio telefónico internacional en 1934, la instalación del Cable Submarino que conectó al país al mundo en 1968, hasta la instalación del primer cable transcaribeño de fibra óptica y la conformación de un anillo digital. Asimismo, fue la responsable de introducir los teléfonos celulares en 1987, además de ser la primera empresa telefónica del mundo en disponer de una plataforma totalmente IP.
El 29 de marzo de 1931, la Compañía Dominicana de Teléfonos (CODETEL) inaugura el Teléfono Automático Urbano en San Pedro de Macorís y el 16 de junio de 1933 se inauguró en la Ciudad de San Cristóbal. La compañía adquirió posteriormente las franquicias de Santiago, Puerto Plata, La Vega y comenzó la reconstrucción de la red de interconexión con la Ciudad de Santo Domingo. Durante 1934 se aprobaron varios contratos de arrendamiento para instalar centrales y líneas telefónicas con las resoluciones Núm. 981 del 7 de mayo, resoluciones Núm. 1045 del 28 de agosto y 1080 del 2 de octubre para operar en  Montecristi, Moca, Villa Trina y Juan López.
El Gobierno Dominicano traspasó oficialmente a la Compañía Dominicana de Teléfonos la totalidad del servicio telefónico interprovincial, otorgándole franquicia exclusiva para la operación del servicio de Larga Distancia Nacional e Internacional.
En 1981 se experimentó el avance técnico más grande que fue la integración del país a la Red de Memoria Mundial por Discado Directo a Distancia, conocida por sus siglas DDD. Los usuarios telefónicos podían marcar directamente el número del usuario dentro de la zona mundial 1 (Plan de Marcado de Numeración Norteamericano) o la zona mundial 2 o (Plan de Marcado Internacional). En 1985 República Dominicana ingresa al mundo de la informática, al conectarse con Telenet, para ese entonces, una de las mayores redes mundiales de información por computadoras, lo que permitió a los dominicanos acceder a bancos de datos en 57 países. En 1988 CODETEL pone en servicio el sistema de radiolocalizadores o Beeper que permitía recibir mensajes de voz y textos de manera personal y privada con la capacidad de correo de voz.

### Servicios de Internet
En 1995 República Dominicana entra al mundo del Internet con la introducción  del Servicio de Internet de Conexión por línea conmutada o Dial Up, provistos por las empresas CODETEL y Tricom. Posteriormente y al igual que en todos los países el crecimiento explosivo de las cuentas y usuarios que navegan en la Red y la posterior introducción de los servicios de banda ancha XDSL para proveer conectividad a alta velocidad utilizando el par de cobre o cable coaxial. Los usuarios contaban además con una amplia gama de servicios de contenido, conectividad virtual y acceso a diferentes velocidades.
Claro ofrece servicios en GSM/GPRS/EDGE de 850/1900 MHz, y de servicios 3G UMTS/HSPA en la banda de 850 MHz, así como LTE en la banda 4 AWS 1700MHz/2100MHz.

### Cambio a Verizon
En 2000, se forma Verizon tras la fusión de Bell Atlantic y GTE, con CODETEL , pasándose a llamar Verizon Dominicana continuando sus operaciones como una subsidiaria de la nueva compañía. En noviembre de 2003, CODETEL seleccionó a Nortel Networks para proporcionar una red de Voz sobre Protocolo de Internet destinada a converger el tráfico de voz y datos, que ayudaría a impulsar la reducción de los costes operativos y proporcionar servicios avanzados en todo el país.
El 3 de abril de 2006 Verizon acordó vender sus acciones en Verizon Dominicana, junto con Telecomunicaciones de Puerto Rico Inc. (TELPRI) en Puerto Rico con el grupo América Móvil de Carlos Slim.

### Nombres y logos anteriores

Logo utilizado entre 2004 y 2007, cuando la compañía pertenecía a Verizon Communications Inc.

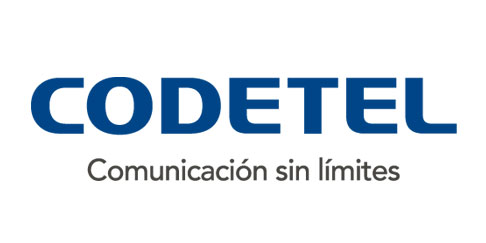
Logo y eslogan utilizados por la compañía entre 2007-2011 solo para la telefonía fija o residencial

Anteriormente conocida como CODETEL, el cambio de nombre fue anunciado el 2 de febrero de 2004 en el Teatro Nacional de Santo Domingo en una ceremonia para dar la bienvenida en el país a la marca Verizon. El 3 de abril de 2006 Verizon acordó vender sus acciones en Verizon Dominicana, junto con Telecomunicaciones de Puerto Rico Inc. (TELPRI) en Puerto Rico con el grupo América Móvil de Carlos Slim, por US $3.7 millones. El 31 de enero de 2007 los nuevos propietarios de la empresa América Móvil anunciaron su decisión de renombrar la compañía con su nombre anterior CODETEL, para sus servicios de telefonía fija y Claro para sus servicios de telefonía móvil. 
El 27 de febrero de 2009 CODETEL lanzó Claro TV, un servicio de televisión digital basado en Microsoft Mediaroom para las zonas urbanas y Direct Broadcast Satellite para las zonas rurales.
El 20 de enero de 2011, Oscar Peña, el presidente de la compañía, anunció que las marcas de la compañía serían unificadas y se convertirían en Claro como parte de una unificación global en América Latina, donde los servicios de América Móvil se encuentran bajo la marca Claro.
El 21 de marzo de 2012, Claro anunció la disponibilidad de fibra óptica para los planes residenciales de los consumidores.
El 16 de septiembre de 2018 fue designado como nuevo presidente de Claro Dominicana el Ing. Rogelio Viesca Arrache quien pasará a dirigir la operación de Claro en República Dominicana en sustitución del Ing. Oscar Peña quien fue promovido como presidente de Claro Centroamérica, responsable de los mercados de Guatemala, El Salvador, Nicaragua, Honduras, Panamá y Costa Rica.
El 1 de diciembre de 2021 fue designado como nuevo Presidente de Claro Dominicana el Sr. Carlos J. Cueto en sustitución del Ing. Rogelio Viesca Arrache quien pasó a dirigir la empresa Red Nacional de Última Milla en México.

## Fusión como Claro
El 31 de enero de 2007 los nuevos propietarios de la empresa América Móvil anunciaron su decisión de renombrar la compañía con su nombre anterior Codetel, para sus servicios de telefonía fija y Claro para sus servicios de telefonía móvil. El 27 de febrero de 2009 Codetel lanzó el servicio de Claro TV, que opera mediante IPTV y satélite.
El 20 de enero de 2011 el presidente de la compañía, anunció que las marcas de la compañía serían unificadas y se convertirían en Claro como parte de una unificación global en América Latina, donde los servicios de América Móvil se encuentran bajo la marca Claro Dominicana